# Astronomia în Egiptul Antic

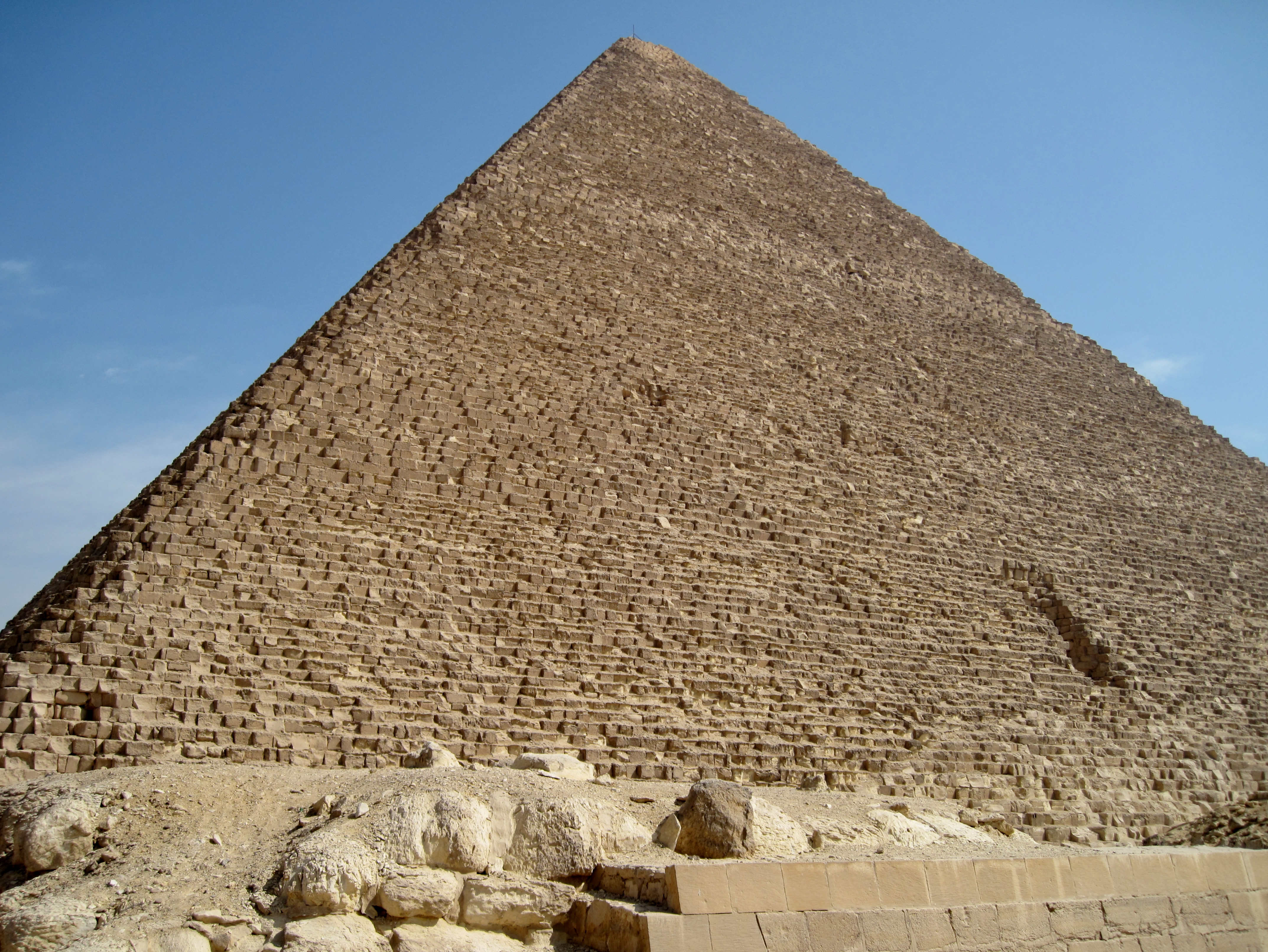
Marea Piramidă din Giza, construită după aranjamente astronomice

Astronomia Egipteană începe în timpurile preistorice. Multe din cunoștințele despre astronomie ale vechilor egipteni provin din scrierile din morminte, papirusuri, temple sau unele manuscrise. 
Asemeni celorlalte popoare antice, acestia se foloseau de configurațiile stelare pentru a explica anumite evenimente importante, îndeosebi renașterea spiritului uman și al faraonului în special. Egiptenii au acordat o mare importanță acestui proces prin care ei credeau că faraonul se va alătura zeilor după ce va învia și va urca la cer. Acest precedeu de înviere era strâns legat de steaua Sirius și de mișcarea acesteia pe cer. 

## Influența astronomiei în arhitectura egipteană
Clădirile egiptene au purtat un rol important în astronomia egipteană, multe dintre ele fiind aliniate dupa anumite stele sau constelații (ceremonialul Pedj Shes). Principalele constelații folosite pentru aliniere erau Orion și Carul Mare, iar instrumentul folosit se numea merkhet. Unele temple erau construite în așa fel încât razele Soarelui să lumineze un anumit zeu în timpul unor ceremonii, sau să marcheze o anumita stea care fie răsărea sau apunea la momentul începerii culesului recoltei. Acesta este cazul Marii Piramide, a cărei tunele indică spre constelația Orion, și care se presupune că era folosită în timpul ceremonialului de înălțare a faraonului și era strâns legată de ritualul mumificarii.

## Influența astronomiei în religia egipteană
Egiptenii identificau stelele, planetele, Soarele si Luna cu marii lor zei. Astfel:
- Mercur (planetă) era identificată cu Thoth, zeul scrisului, vorbirii și aritmeticii
- Soarele era identificat cu Ra, născut în fiecare dimineață de către Nut
- Calea Lactee era Nut
- Constelatia Orion era reprezentată de Osiris-Sah
- Ursa Mică era denumită tesla lui Upuaut
- Sirius era Sopdet-Sothis
- Luna era Khons.
- Soarele avea diferite denumiri datorită importanței sale majore. Astfel la răsărit era numit Horus, la amiază era însuși Ra, iar la apus era Atum, zeul creator.

Sirius-Sopdet a fost cea mai importantă stea pentru egiptenii antici și împreună cu soțul ei Sah-Orion și fiul lor Soped formau o triadă paralelă cu triada Osiris-Isis-Horus.
Planetele erau identificate cu zei care călătoreau pe cer în bărci și erau stele ce nu cunoșteau odihna. Cerul era împărțit în 36 de constelații numite zeii-stelelor, iar fiecare astfel de grup răsărea anual la apus pe o perioadă de 10 zile dintr-o anumită zonă a cerului. Folosind aceste constelații, egiptenii au creat un sistem calendaristic de 365 zile ce purta denumirea de ceasuri
-stelare, bazat pe poziția fiecarei constelații în parte la un moment dat, însă nu au luat în considerare că anul era mai scurt cu 6 ore decât cel normal. Astfel la fiecare 40 de ani trebuiau adăugate 10 zile (unele surse indică ca se adăugau 5 zile la sfârsitul fiecarui an).

## Calendarul egiptean
Viața egiptenilor a fost dintotdeauna strâns legată de Nil, și de revărsările lui anuale, iar cunoașterea datei la care Nilul se revarsă a devenit o necesitate. Astfel ei au adoptat un calendar, care începea cu răsăritul stelei Sirius primăvara și marca începutul revărsării fluviului. 
Calendarul egiptean a fost primul calendar solar din istorie și era bazat pe anul sezonal. Cele trei sezoane (fiecare a câte 4 luni) erau:
- inundația  - akhit
- revărsarea - perit
- recolta    - chemu

Răsăritul sothic al lui Sirius coincidea cu începutul anului la egipteni – marcat de revărsarea Nilului- o data la 1460 de ani, iar perioada dintre acest interval era numită „ciclu sothic”. Acest lucru facea ca ziua de început a anului egiptean să varieze circa o zi la patru ani - datorită decalajului dintre ciclul lui Sirius și al calendarului-, existând cazuri în care anul începea chiar și iarna.